# بخش برن
بخش برن یکی از بخشهای ایالت برن  در کشور سوئیس است.